# Chancellerie du Reich
La chancellerie du Reich (en allemand : Reichskanzlei) était l’administration rassemblant les services du chancelier impérial du Reich allemand de 1878 à 1945. Responsable de la coordination entre le chancelier et les autres autorités allemandes, elle était dirigée par un secrétaire d'État. 
Le terme Reichskanzlei se rapporte également au bâtiment qui accueille le bureau du chancelier et de ses services, notamment l'ancien palais Schulenburg, dit de Radziwłł car acheté en 1795 par le représentant de cette famille aristocratique polonaise. Le palais devient un centre important de vie culturelle et musicale lorsque Michał Hieronim Radziwiłł en prend la possession. Situé au numéro 77 de la Wilhelmstraße à Berlin, il est acquis à l'instigation d'Otto von Bismarck en 1875 par le Reich. Entre 1934 et 1943, l'extension de la Neue Reichskanzlei est construite sur les ordres d'Adolf Hitler, selon les plans d'Albert Speer. 
Sérieusement endommagé pendant la Seconde Guerre mondiale, l'ensemble de ces bâtiments fut rasé sur ordre de l'Administration militaire soviétique quelque temps plus tard. Lors de la fondation de la République fédérale d'Allemagne en 1949, l'autorité est remplacée par la chancellerie fédérale (Bundeskanzleramt).

## Histoire

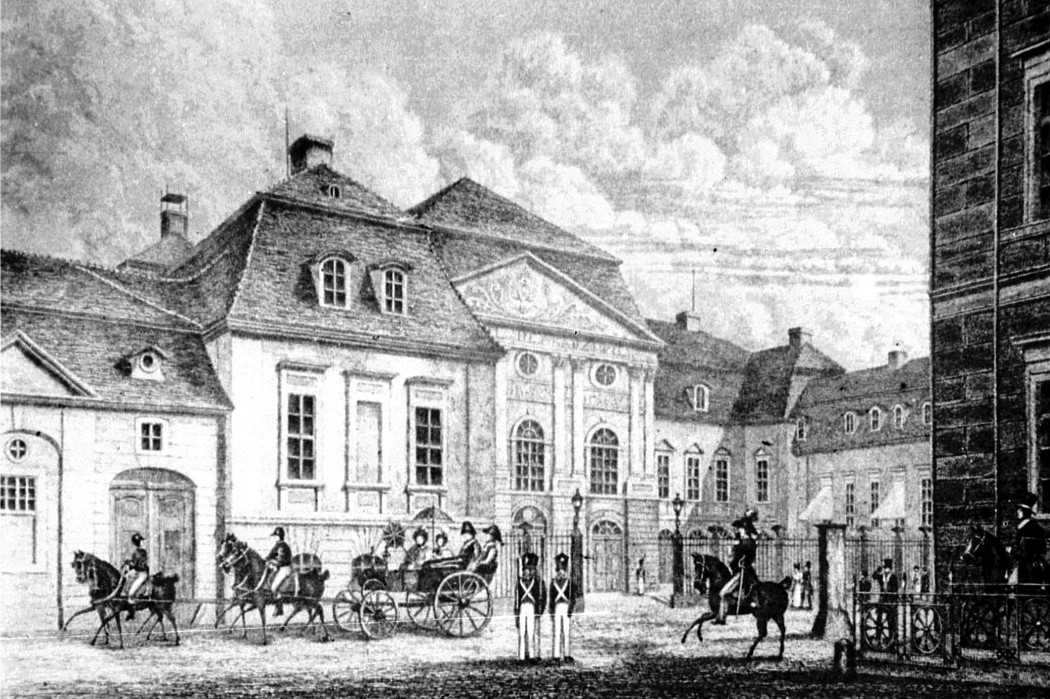
Le palais Schulenburg vers 1830.

Le bâtiment fut construit en 1739 dans un style baroque. Il sert de demeure au prince Antoni Henryk Radziwiłł (1775-1833). Le Reich allemand l'achète en 1875 pour le transformer en résidence officielle du chancelier. Otto von Bismarck et son bureau s'installent dans l'édifice en 1878. La même année, le congrès de Berlin se tient dans sa salle des Fêtes, où Bismarck joue un rôle de médiateur afin de contribuer au règlement de la crise dans les Balkans. La conférence de Berlin pour le partage de l’Afrique y a lieu en 1884-1885. 
Un premier agrandissement sur le fonds voisin est construit entre 1928 et 1930. Au cours des travaux de rénovation de son palais en 1932-1933, le président du Reich, Paul von Hindenburg, réside dans la chancellerie. À cette époque, plusieurs rencontres secrètes avec Franz von Papen et les autres membres de la camarilla ont eu lieu ici. Après la prise du pouvoir (Machtergreifung) par les Nazis en 1933, les locaux sont réaménagés par les architectes Paul et Gerdy Troost. Côté jardin, un abri antiaérien est édifié, le précurseur du Führerbunker dans lequel Hitler se suicide le 30 avril 1945. 
Une fête est par exemple organisée à la chancellerie le 1er mai 1937 pour la remise du prix allemand de la Nation pour les Arts et les Sciences. Le cinéaste Veit Harlan, qui assiste à la cérémonie, filme la foule de centaines de milliers de femmes réunies autour du palais, qu’Hitler saluait régulièrement d'un balcon. Étaient invités autant de dignitaires nazis que de personnalités du monde du spectacle et des arts. Un banquet avait lieu dans les jardins, et des pièces montées ornées de croix gammées en chocolat furent servies.

## Architecture

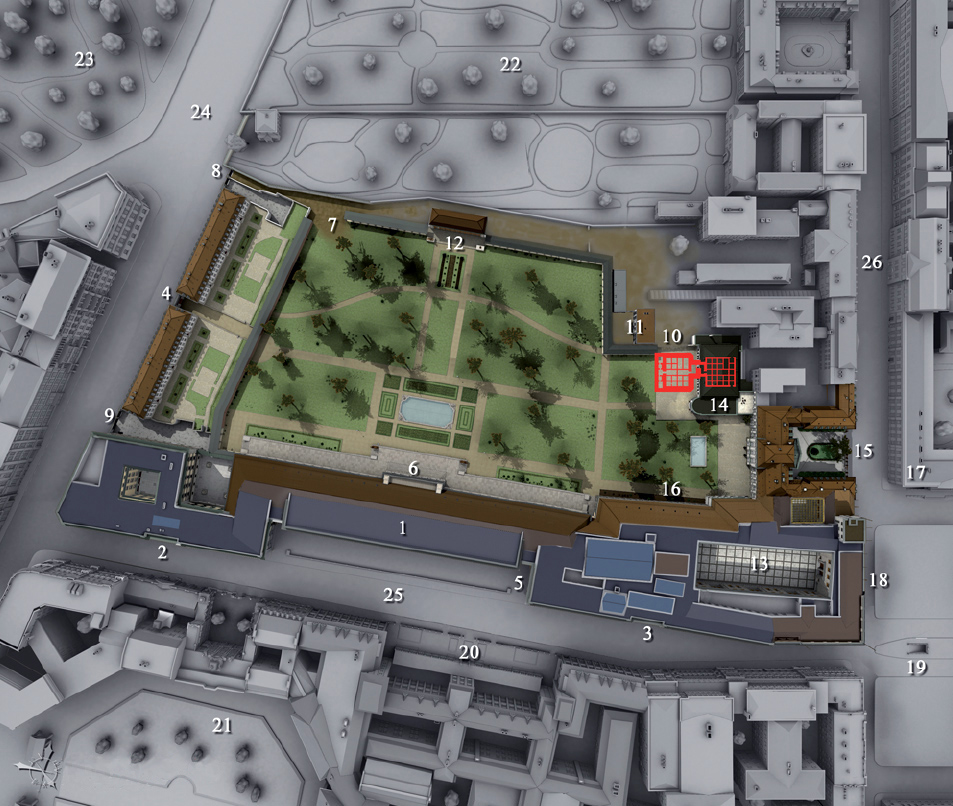
L'ensemble de la chancellerie du Reich avec le palais Schulenburg (no. 15) et la Neue Reichskanzlei (no. 1-3).

Il y a une salle de fête, prolongée dans les jardins par une terrasse.
En 1937, le chancelier Hitler fait déraciner des chênes se trouvant déjà dans le parc du temps du chancelier Bismarck, afin de bâtir « un immeuble tout en hauteur pour y loger [des] SS », qui permettra notamment de prévenir des attentats liés à des tireurs embusqués. Il prévoit également d’orner la chancellerie de statues d’Arno Breker.